# Forte da Madalena

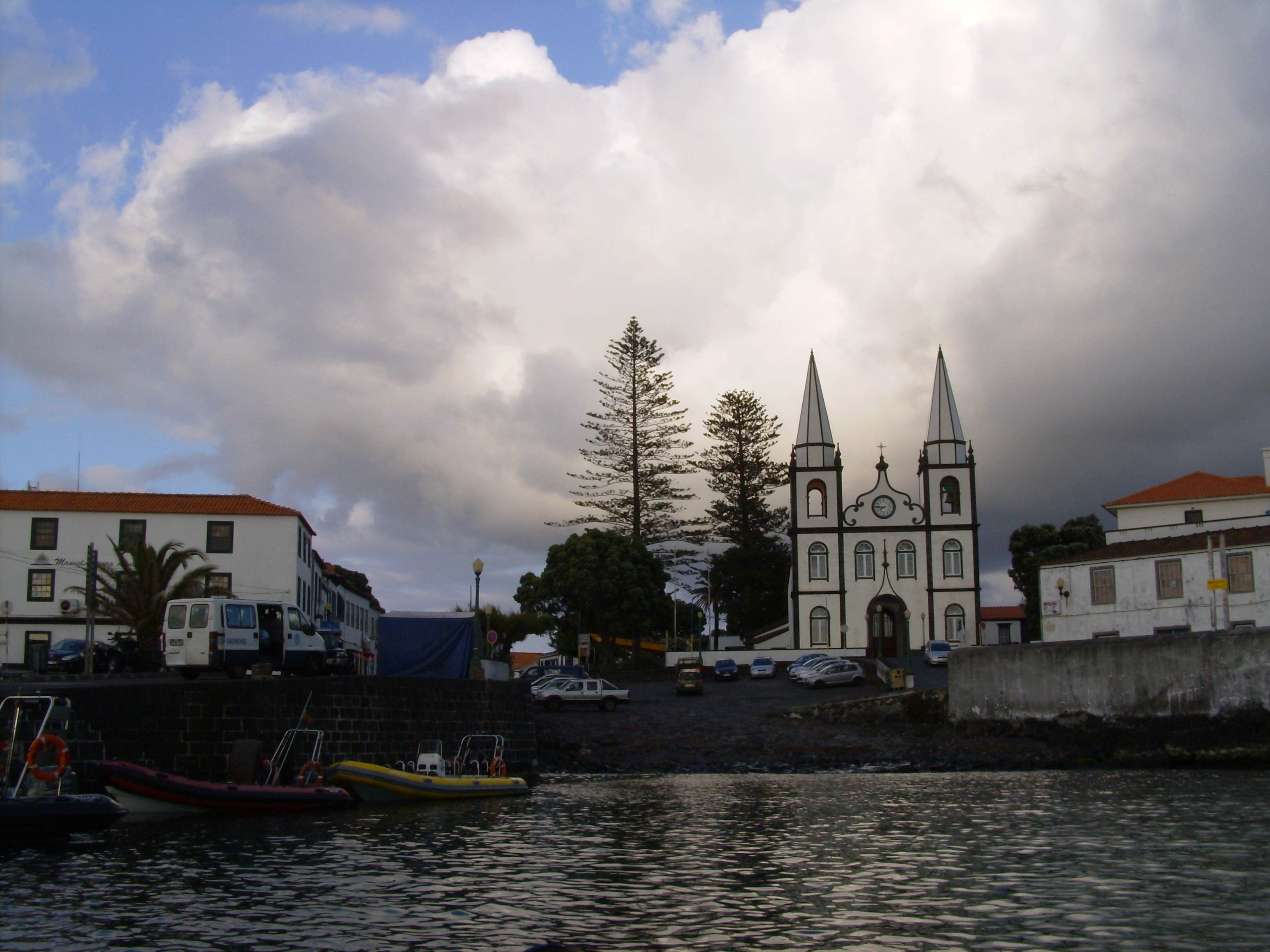
Cais da Areia Funda, Madalena do Pico.

O Forte da Madalena localizava-se na freguesia da Madalena, no concelho de mesmo nome, na ilha do Pico, nos Açores.
Em posição dominante sobre este trecho do litoral, constituiu-se em uma fortificação destinada à defesa do ancoradouro da Areia Funda contra os ataques de piratas e corsários, outrora frequentes nesta região do oceano Atlântico.
Ao longo dos séculos, devido à sua posição privilegiada sobre o canal do Faial, fronteira à cidade da Horta na ilha do Faial, por onde era escoada a produção vinícola do verdelho, constituiu-se no principal porto da ilha.

## História
Sucedeu o 1.º Reduto da Madalena e o 2.º Reduto da Madalena, relacionados na relação "Fortificações nos Açores existentes em 1710", no contexto da Guerra da Sucessão Espanhola (1702-1714).
Em meados do século XVIII, o capitão-mor da Madalena, Francisco Pereira Cardoso, relatava à Câmara Municipal da Madalena que: "(...) esta uilla se achaua aberta de todo nos postos do mar sem reparo algum de muralhas nem fortificações (...)" Este oficial propusera, em Outubro de 1740 a construção de uma muralha de proteção para a vila, e de uma fortificação para a defesa da embocadoura do porto. Entretanto, apenas em 1744, após nova insistência foram arrematados por um conto trinta e cinco mil réis os muros de defesa da vila, e, em 1746 há notícias dos trabalhos de construção da fortaleza do porto, que são paralisadas dois anos mais tarde uma vez que o arrematador dos muros, António Silveira, emigrou para o Brasil.
Desse modo, o novo capitão-mor da Madalena, João Pereira Cardoso, volta a representar à Câmara a necessidade de se repetir a arrematação das fortificações, o que tem lugar em junho de 1748, comprometendo-se Manuel Pereira Godinho, pela quantia de 6$980 reis cada braça, a construir "(...) sem braças de muro de seis palmos de Alto e quatro de largo caiado por hua e outra parte com hum portam de doze palmos de largo e Altura correspondente com suas banquetas por hua e outra parte (...)". Na mesma altura, o capitão-mor pedia ainda que de novo se apregoasse a arrematação da obra da fortaleza do porto, que já se iniciara.
As obras processaram-se com dificuldades, uma vez que, em 1756 e em 1759, o capitão mandante António Silveira Peixoto e o capitão-mor João Pereira Cardoso, rogam novamente à Câmara que se concluam os trabalhos de fortificação da vila.
Desse modo, a julho de 1759 a Câmara determina nova arrematação e nomeia o ajudante Jerónimo Correia de Vasconcelos como intendente das obras defensivas, com o encargo de zelar pelo bom andamento das obras de fortificação.
Por fim, em 1763, os oficiais do pelouro, a pedido do capitão-mor, noticiam outra arrematação da muralha de defesa da vila, a cinco tostões cada pedra lavrada e a 15$000 por braça de pedra e cal.
A par dos projetos de construção de uma muralha e fortaleza que acautelassem a defesa da Madalena, em 1749 aventou-se ainda a necessidade de se edificar uma casa para vigias e armazenamento de pólvora, que se acredita não ter sido construída.
As dificuldades de recursos não entravavam apenas as obras de fortificação. Desde 1741 as catorze peças de artilharia da vila exigiam reparações, designadamente a construção de carretas, sobre as quais trabalhassem. Estas, entretanto, apenas se concretizariam em 1744. Contudo, em 1761, o capitão-mor, João Pereira Cardoso, cogitava a necessidade de se fabricarem novas carretas, que garantissem a operacionalidade da artilharia costeira.
A "Relação" do marechal de campo Barão de Bastos em 1862 refere-o como "Castello da Magdalena", informa que "Somente existem os vestígios, e á muitos annos não é mais que um largo ou lugradouro publico", e complementa: "Idem Idem" ("Pode desde já desprezar-se, porque além de não ser efficaz para a defeza da ilha, por isso que esta é accessivel por todos os lados, e as fortificações se achão tão arruinadas que teria de se fazer avultadas despezas para a sua reedificação.").
A estrutura não chegou até aos nossos dias.